# Тшешковская, Софья Адамовна
Софья Адамовна Тшешковская (урождённая — Манковская, 1847, Дороховице ― 7 октября 1911, Дороховице) ― польская поэтесса, переводчик. Писала только под литературным псевдонимом Адам М-ски, который был сокращением от фамилии её отца.

## Биография
Родилась в 1847 году в Дороховице (на территории современной Минской области Беларуси).
Была женой русского офицера. Во время русско-турецкой войны (1877—1878) ездила с ним в зону боевых действий, переодевшись в мужскую одежду.
Публиковала свои стихи в краковском «Атенеуме», в варшавских «Жице», «Глоса», «Правда», «Тыгодник иллюстрирован». Переводила произведения Байрона, Бодлера, Камоэнса, Ламартина, Мистраля и Машара.
Всю жизнь скрывала свой пол и была широко известна под псевдонимом Адам М-ски, которое было образовано от имени её отца. Только после его смерти выяснилось, что автором многочисленных переводов была женщина.

## Творчество
Её стихи и переводы при жизни никогда не издавались отдельными сборниками, её произведения по отдельности публиковались в различных журналах тех времён.
По своему содержанию и идейной направленности эти произведения повторяли мотивы и темы, которые были лишь отражением состояния и традиции польской и белорусской поэзии XIX века; патриотические чувства и отголоски освободительной борьбы. В её стихотворениях отразились многолетние контакты поэтессы с фольклором и природой белорусского пограничья, особенно в стихах «Песнь Дороховецкого», посвящённого деревне, бывшей родовым поместьем.
Несмотря на тематическую второстепенность, оригинальное произведение Тшешковской характеризуется высоким мастерством стихосложения, и это отчетливо видно в переводческих работах, которой она посвятила, вероятно, больше всего времени и сил. Круг переводческих интересов был очень широк: от Камоэнса до Байрона и Ламартина. Отличное знание языков, с которых она переводила, лингвистическая интуиция, а также навыки стихосложения облегчали ей каждый раз ощущение индивидуального свойства переводимых произведений и нахождение подходящего выражения для их польского варианта.